# Суайгерт, Джон Леонард
Джон Леонард «Джек» Суайгерт-младший (англ. John Leonard «Jack» Swigert, Jr.; 30 августа 1931 — 27 декабря 1982) — астронавт США.
Суайгерт получил степень бакалавра наук в области машиностроения в Колорадском университете в Боулдере в 1953 году. Позже он получил степень магистра наук в области аэрокосмической техники в Политехническом институте Ренсселера в 1965 году и степень магистра делового администрирования в Университете Хартфорда в 1967 году.
Участвовал в составе экспедиции «Аполлон-13», длительность полёта 5 дней 22 часа 54 минуты 41 секунда. Пилот командного модуля.
Он является одним из 24 человек, которые долетели до Луны.
В фильме «Аполлон-13» роль Джона Суайгерта исполнил Кевин Бейкон.
В ноябре 1982 года был избран в нижнюю палату Конгресса США, став представителем от штата Колорадо, но, не успев приступить к обязанностям конгрессмена, скончался в декабре от лейкоза. Тем не менее, на его надгробном памятнике помимо слова «астронавт» присутствует и слово «конгрессмен».
Включён в Зал славы астронавтов (посмертно).
Является автором фразы «Houston, we’ve had a problem here», которую часто неправильно цитируют, употребляя в настоящем времени «Houston, we have a problem».

## Карьера в NASA
После отказов при наборе во второй и третий отряды астронавтов США Суайгерт в апреле 1966 года был принят в пятый отряд астронавтов США. Там он стал специалистом по командному модулю программы «Аполлон», он был одним из немногих астронавтов, которые попросились в пилоты командного модуля.

### Аполлон-13

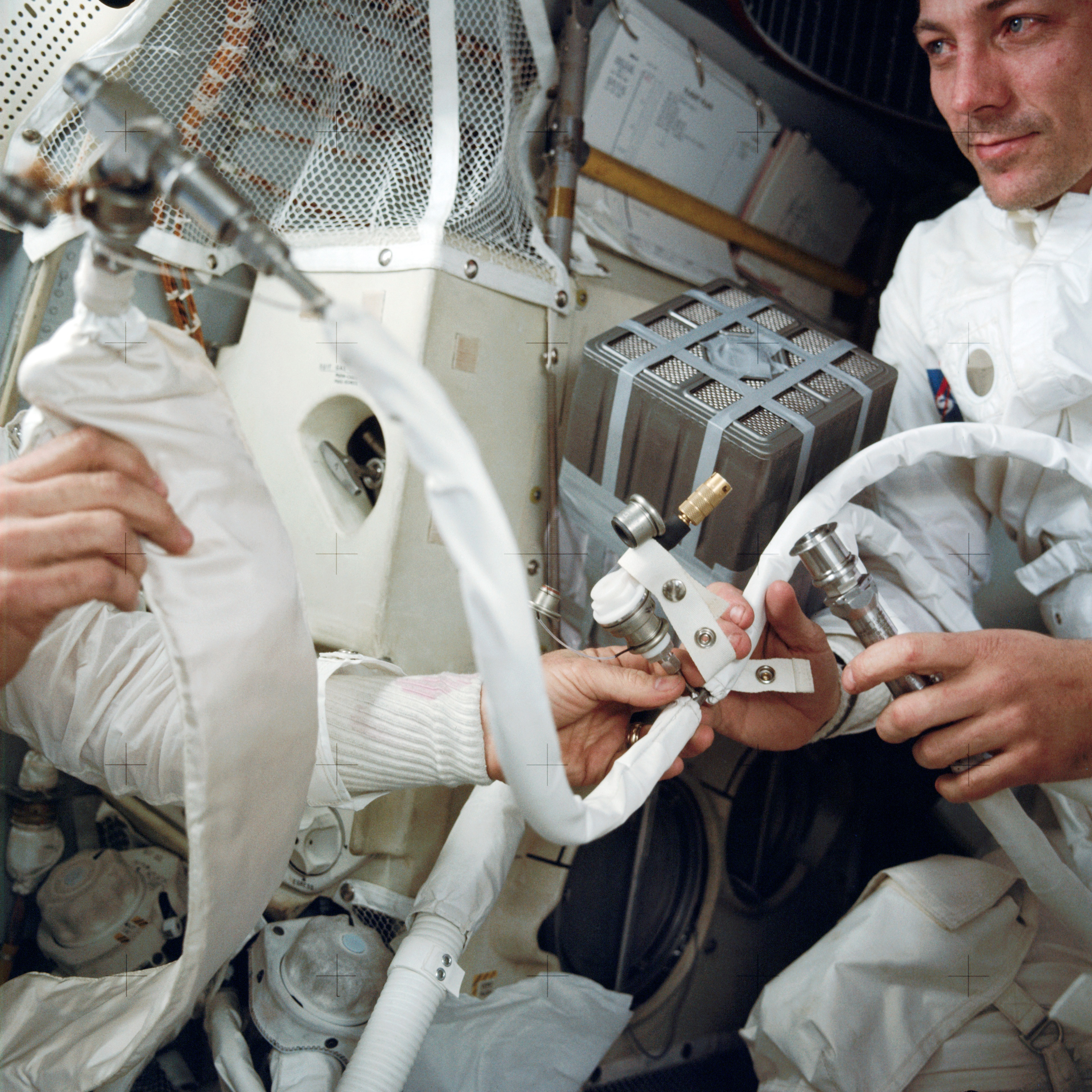
Суайгерт, справа, с импровизированным «почтовым ящиком» для адаптации квадратных сменных поглотителей углекислого газа командного модуля к круглым слотам в лунном модуле

Суайгерт был одним из трёх астронавтов миссии Аполлон-13, запущенной 11 апреля 1970 года. Изначально будучи членом запасной команды, он был назначен в основную за три дня до запуска, заменив Кена Маттингли. Поскольку основная команда контактировала с переносчиком краснухи, Маттингли заменили, так как у него не имелось иммунитета к ней, и NASA не желало рисковать полётом.
Миссия должна была быть третьей высадкой на Луну, но была прервана после взрыва кислородного баллона в служебном модуле космического корабля. Суайгерт произнёс фразу «Houston, we’ve had a problem here», ставшую исторической. Суайгерт после борьбы за жизнь корабля вместе с Джимом Ловеллом и Фредом Хейзом вернулся на Землю 17 апреля после 5 дней и 23 часов полёта. Позже в том же году за свои действия во время полёта он получил Президентскую медаль Свободы.
Также был представлен к награде «За выдающуюся службу» от НАСА.

### Союз-Аполлон
Карьера Суайгерта пострадала из-за скандала с филателистическими материалами «Аполлона-15», хотя он и не был непосредственным участником несанкционированных действий экипажа «Аполлона-15». Суайгерт был исключён из участников полёта «Союз — Аполлон».